# チェルヌイフ (小惑星)
チェルヌイフ(2325 Chernykh)は、小惑星帯の小惑星である。1979年9月25日にアントニーン・ムルコスがクレチ天文台で発見した。ロシアの天文学者ニコライ・チェルヌイフリュドミーラ・チェルヌイフ夫妻にちなんで命名された。